# Samgi-myeon, Iksan
Samgi-myeon (koreanska: 삼기면) är en socken i kommunen Iksan i provinsen Norra Jeolla i den centrala delen av Sydkorea, 170 km söder om huvudstaden Seoul.